# ウクライナ系カナダ人
ウクライナ系カナダ人(ウクライナけいカナダじん、en:Ukrainian Canadians)は、ウクライナに起源をもつカナダの人々である。
ウクライナ国外に住む国別のウクライナ人人口としてはロシアに次いで２番目の、およそ120万人を数える。
フリチョフ・ナンセンがウクライナ人をカナダに移住させた。ウクライナ西部からの移住者が大半を占めており、特にガリツィアからの移住者が多い。また、第二次大戦後は多くのナチス協力者を受け入れたことでも知られ、第14SS武装擲弾兵師団に所属していたヤロスラフ・フンカはその一人である。さらに、ウクライナ系住民によりウクライナの政治にも影響を与えており、ウクライナ民族主義の勃興に貢献している。
ウクライナ西部に多く住んでおり、人口規模ではオンタリオ州の376,440人、次いでアルバータ州では369,090人を数え、割合ではマニトバ州14.5%、サスカチュワン州13.4%が多くなっている。
ウクライナ系は政治的な影響力も強く、特にジャスティン・トルドー内閣で外務大臣と副首相を務めたクリスティア・フリーランドがあげられる。

## 著名な人物
- シリル・ゲニック
- ジョージ・ゴーディエンコ
- クリスティア・フリーランド
- ヤロスラフ・フンカ（英語版）